# Abraham Lambertsz. van den Tempel

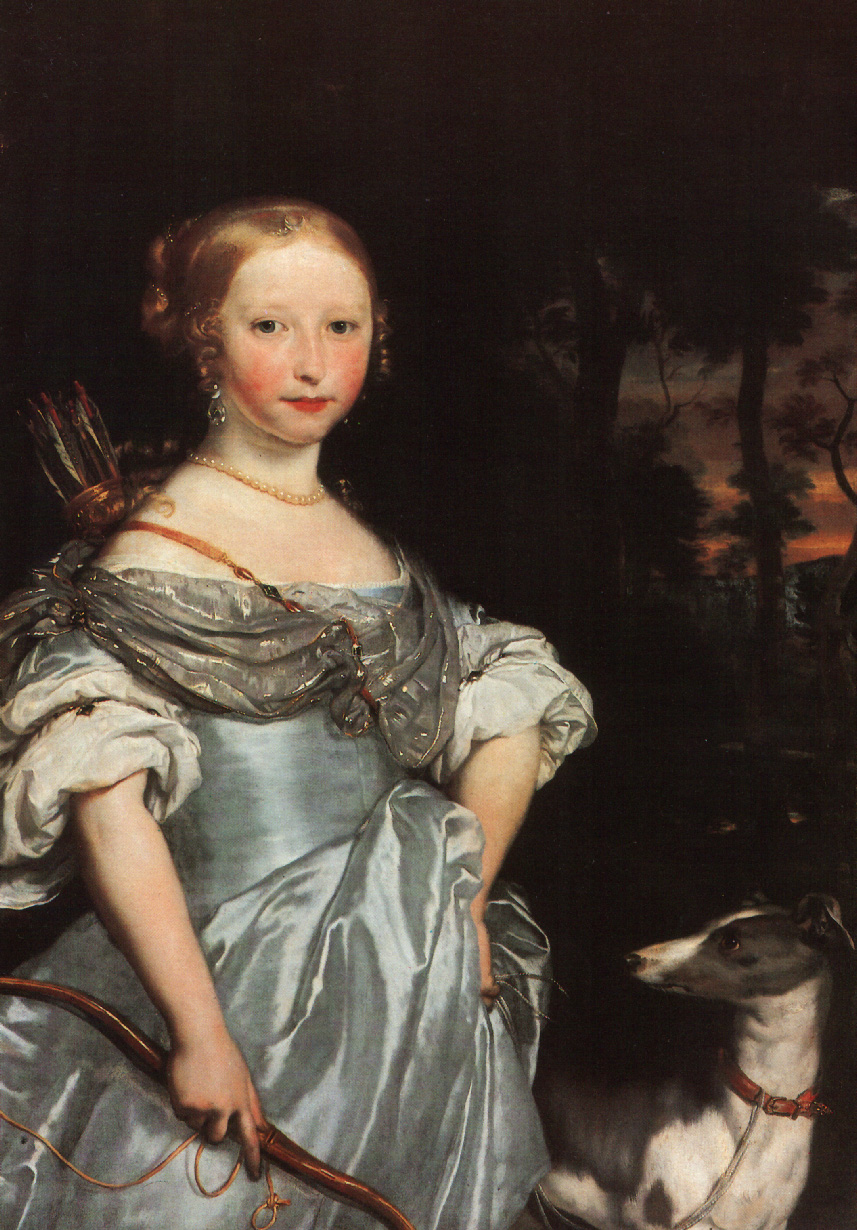
Porträt eines jungen Mädchens als Diana, von Abraham Lambertsz. van den Tempel, Nationalmuseum Warschau

Abraham Lambertsz. van den Tempel (* um 1622 in Leeuwarden; † 1672 in Amsterdam) war ein niederländischer Maler.
Abraham Lambertsz. war ein Sohn des Kunstmalers Lambert Jacobsz. Nach der Schulzeit wurde er zunächst Schüler von Joris van Schooten in Leiden. Anschließend war er selbständig in dieser Stadt von 1648 bis 1660 tätig. 1648 soll er ebenfalls in Leiden geheiratet haben. Bis zu seinem Tod im Jahre 1672 wirkte er in Amsterdam. Dort stand er unter dem Einfluss von Bartholomeus van der Helst, dem das nebenstehende Gemälde Porträt eines jungen Mädchens als Diana 1877 von Skimborowicz-Gerson fälschlicherweise zugeschrieben wurde. Lambertsz. van den Tempel hat Bildnisse und Porträtgruppen von vornehmer Auffassung, aber konventioneller Detailbehandlung gemalt und war damit in einer Epoche, die allmählich von der Rezession des Kunstmarkts betroffen war, recht erfolgreich. Gemälde von ihm befinden sich u. a. zu Amsterdam, in Den Haag, Paris (Louvre), Berlin und Kassel. Als seine Schüler gelten Frans van Mieris, Michiel van Musscher und Ary de Vois.